# Andreas Bohnenstengel
Andreas Bohnenstengel (* 9. června 1970 Mnichov) je německý fotograf.

## Život
Andreas Bohnenstengel původně pracoval jako tiskový fotograf pro deník Münchner Merkur (v letech 1991–1994). Následně fotil pro časopisy, např. Der Spiegel, Stern či Eltern. Od roku 1993 pravidelně vystavuje a v roce 2004 začal vyučovat fotografii na Schule für Gestaltung (škola designu) v Ravensburgu. Od roku 2003 do roku 2006 studoval na Univerzitě v Hamburku sociální ekonomii (ekonomie, obchodní administrativa, právo a sociologie), kde absolvoval jako postgraduální obchodní manažer. Ve svých nejvíce koncepčních dílech, která jsou primárně realizována pomocí fotografických prostředků, se Bohnenstegel zabývá společností. Jeho díla se nacházejí v několika soukromých a veřejných sbírkách, např. v Německém historickém muzeu v Berlíně.

## Ocenění
- 1995: Medienpreis für Sozialfotografie[5]
- 1996: Kodak European Gold Award[6]
- 1997: Die 100 besten Plakate des Jahres 1997. Poster: Glückskinder[7]
- 1999: Auszeichnung Deutsche Städtemedien, Kulturplakat des Monats[8]
- 2001: Nikon Photo Contest International[9]

## Výstavy

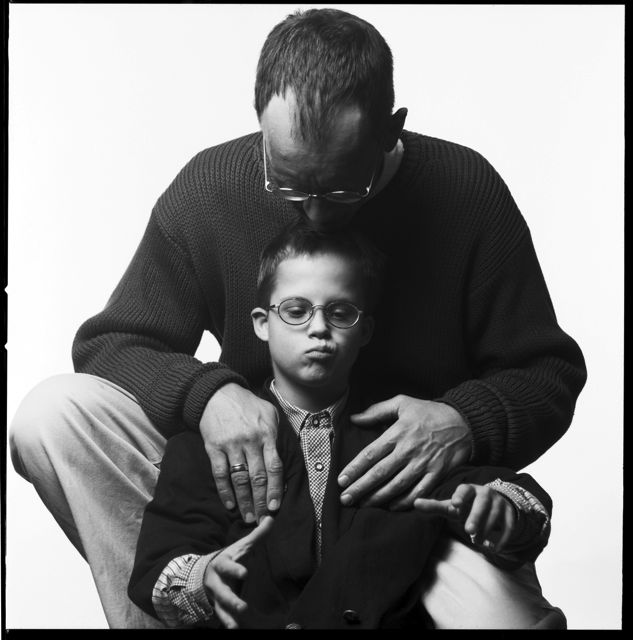
Andreas Bohnenstengel: Lidé s Downovým syndromem – otec a syn, 2000. Práce pro knihu a výstavu Ich bin anders als du denkst

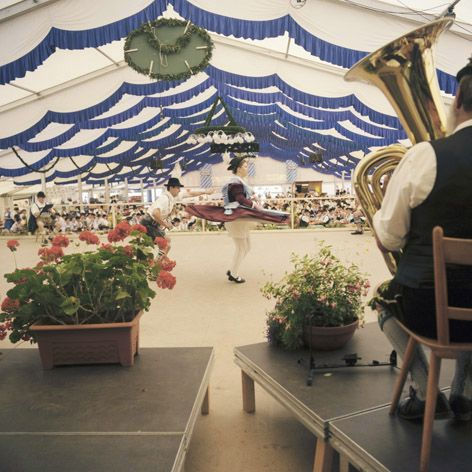
Gaudirndldrahn. Fotografie z cyklu Heimat (Domov). Pressefoto Bayern 2001, Maximilianeum, Mnichov

- červenec 1993: Gewalt: In der Welt habt ihr Angst. Solo exhibition about asylum seekers at the 25. German Evangelical Church Assembly, Munich[13]
- srpen 1993: Eine Bühne für das Alter. Solo exhibition about elderly people, retirement home Maria Eich Krailling[14]
- září 1993: Flüchtingscontainer. Exhibition at „Fremde Heimat München“ culture festival with a series on life in a shelter, Munich[15]
- prosinec 1993: Willkommen im Würmtal. Solo exhibition about asylum seekers, Gräfelfing[16]
- září 1997: Alt und Jung. "Old and Young" - Exhibition participation and first prize, Aspekte Galerie Gasteig, Munich[17]
- listopad 1997: Glückskinder. Solo exhibition Seidlvilla, Munich[18]
- říjen 1998: Exhibition participation at the 1. Schömberger Fotoherbst - Festival für klassische Reise - und Reportagefotografie, Schömberg (Schwarzwald)[19]
- říjen 1999: Ich bin anders als du denkst. Solo exhibition about young people with Down-Syndrom, Pasinger Fabrik, Munich. Touring exhibition with 30 locations[20]
- prosinec 1999: Der fremde Blick. Solo exhibition on transcultural encounters, culture centre Unna[21]
- červen 2000: Es ist normal Verschieden zu sein. Touring exhibition 40 years of Lebenshilfe, Munich and other locations
- February 2001: Werkschau. Slide projection at Kunstpark Ost, Munich[22]
- říjen 2001: ALTerLEBEN. Solo exhibition about older People with disabilities, for 30th anniversary of Vereinigung für Jugendhilfe Berlin e.V.[23]
- říjen 2001: Exhibition participation at the 4. Schömberger Fotoherbst - Festival für klassische Reise - und Reportagefotografie, Schömberg (Schwarzwald)[24]
- prosinec 2001: Brauchtumspflege in Bayern: Gaupreisplatteln. Exhibition participation and award Pressefoto Bayern 2001, Maximilianeum Munich[25]
- červen 2002: Photo installation Augenblicke, Regensburg and other locations[26]
- říjen 2002: Menschen mit Down-Syndrom begegnen. Solo exhibition at the Zentrum für natürliche Geburt, Munich. Start of Touring exhibition[27]
- říjen 2002: Augenblicke. Solo exhibition in the Galerie der Gegenfüßler der IG Medien in ver.di Bayern, Munich[28]
- May 2003: Habe Hunger und kein Bett. Participation in an art and social project on homelessness, Pasinger Fabrik, Munich[29]
- červenec 2003: Menschen mit Down-Syndrom begegnen. Solo exhibition at the Bayerischen Sozialministerium, part of the European year of disabled persons
- srpen 2005: 24 Stunden im Leben der katholischen Kirche, Exhibition at World Youth Day in Cologne[30]
- January 2008: Treffpunkt Leben. Jung und Alt im Austausch. (Supporting a class of design students of the sfg-Ravensburg as a lecturer) Exhibition and book. Seniorenzentrum St. Vinzenz, Wangen im Allgäu[31]
- listopad 2014: Kein Ort, nirgends?. Solo exhibition at the Tagungshaus Helmstedt at the conference of Kriegsenkel e.V.[32]
- March 2015: Kriegsenkel. Solo exhibition at Spirituelles Zentrum St. Martin, Munich[33]
- červen 2015: Von Rössern, Reitern und Händlern: Der Roßmarkt damals. Photo installation Viehhof, Munich[34]
- červenec 2017: Kunst im Viehhof - poster competition. Awards for the poster „Feste feiern wie sie fallen“[35]
- červenec 2017: Der Pferdemarkt München - Pictures from a previous world. Solo Exhibition at the Sendlinger Kulturschmiede, Munich[36]